# Melicope novoguineensis
Melicope novoguineensis är en vinruteväxtart som beskrevs av Theodoric Valeton. Melicope novoguineensis ingår i släktet Melicope och familjen vinruteväxter. Inga underarter finns listade i Catalogue of Life.